# Festspielhaus Baden-Baden

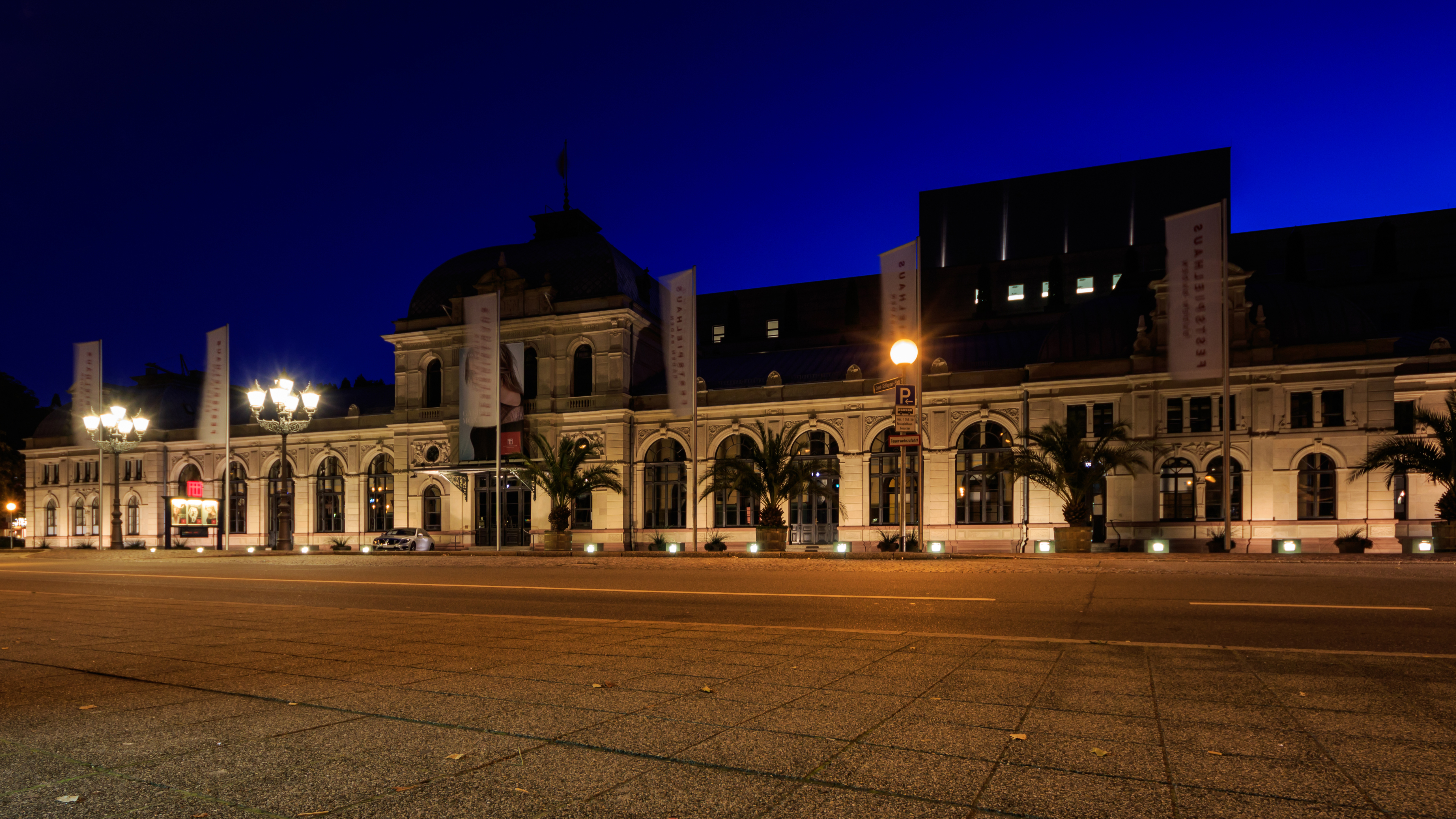
Festspielhaus Baden-Baden

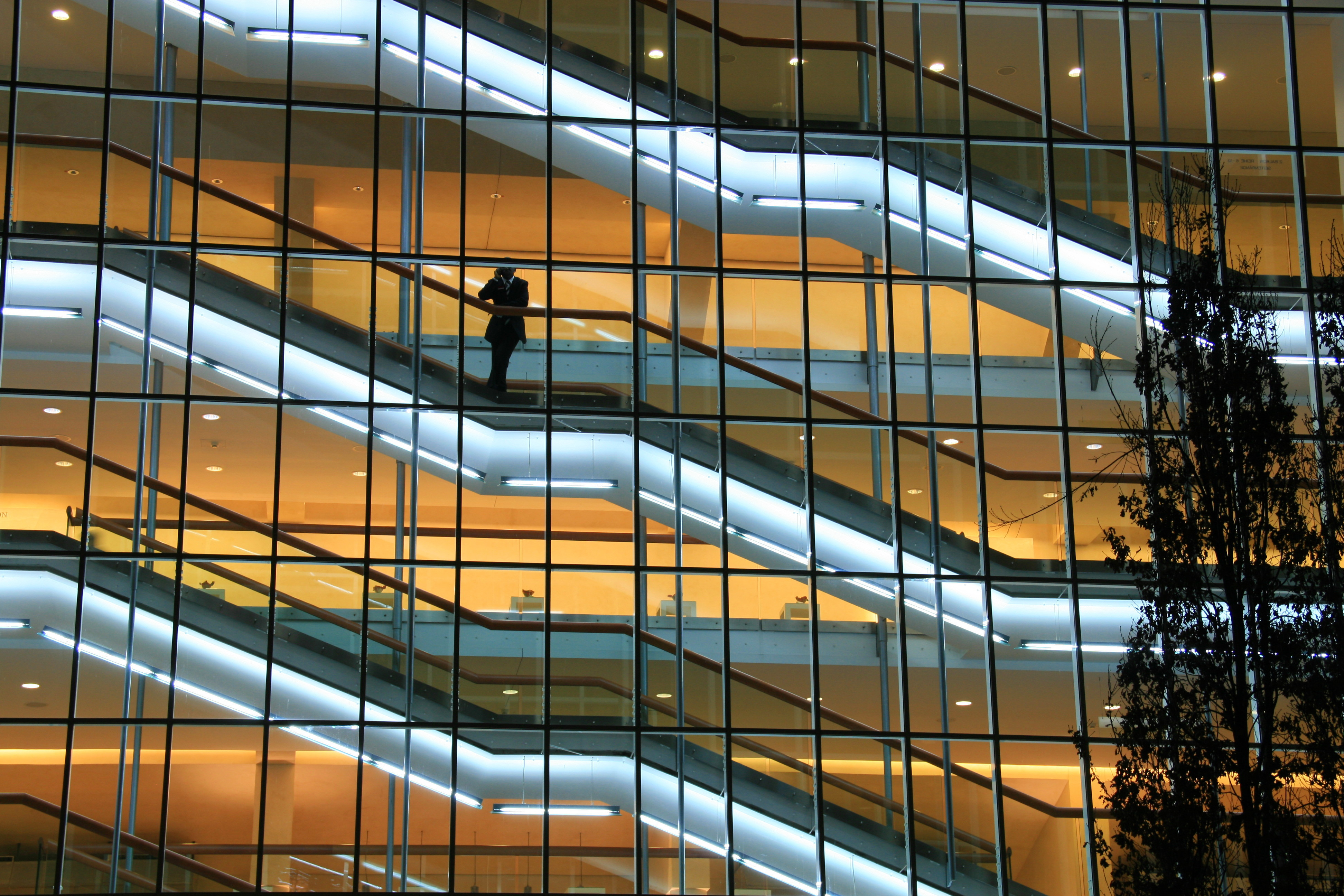
La escala para la sala de espectadores

La Festspielhaus Baden-Baden (en castellano, Casa de los Festivales de Baden-Baden) es una sala de conciertos y ópera situada en la ciudad de Baden-Baden, constituyéndose con su aforo para 2.500 espectadores como la sala más grande de Alemania para este tipo de eventos.
La construcción moderna del teatro, inaugurada el 18 de abril de 1998, integra la antigua estación de ferrocarril de la ciudad y fue construida por el arquitecto vienés Wilhelm Holzbauer. La Festspielhaus Baden-Baden fue concebida desde sus inicios como una institución cultural privada, siendo el primer teatro de ópera europeo que no se financia a través del estado. El teatro es dirigido por Andreas Mölich-Zebhauser y pertenece a la fundación privada Festspielhaus Baden-Baden, la cual otorga desde el año 2003 el galardón Herbert von Karajan Music Prize a ilustres de la música.

## Programa
El programa anual de la Festspielhaus Baden-Baden se divide en cuatro periodos: primavera, verano, otoño e invierno. Cada festival presenta como mínimo una producción de ópera y varios conciertos de música clásica. Tres veces al año son invitadas renombradas compañías de Ballet y varios shows de entretenimiento. 
Entre las producciones de ópera  de la Festspielhaus Baden-Baden se encuentran: La traviata (Valery Gergiev, Director / Philippe Arlaud, Dirección, 2001), Fidelio (Simone Young, Directora / Philippe Arlaud, Dirección, 2002), El rapto en el Serrallo (Marc Minkowski, Director / Macha Makaieff y Jérôme Deschamps, Dirección, 2003), El anillo del nibelungo (Valery Gergiev, Director y concepción / George Tsypin, Escenografía, 2003/2004), Rigoletto (Thomas Hengelbrock, Director / Philippe Arlaud, Dirección, 2004), Parsifal (Kent Nagano, Director / Nikolaus Lehnhoff, Dirección, 2004), La flauta mágica (Claudio Abbado, Director / Daniele Abbado, Dirección, 2005), Aida (Kazushi Ono, Director/ Robert Wilson, Dirección, 2006), Lohengrin (Kent Nagano, Director / Nikolaus Lehnhoff, Dirección, 2006). La Festspielhaus Baden-Baden trabaja además seguido con la Orquesta Sinfónica de la SWR de Baden-Baden y Freiburg, el Teatro Mariinski  de San Petersburgo y el  Festival d'Aix-en-Provence.
La Festspielhaus Baden-Baden mantiene desde 2003 un programa educativo llamado Education-Programm. Bajo el tema "Kolumbus - Klassik entdecken" se introduce a niños y estudiantes a la música clásica.